# 평범한 여학생이 지역 아이돌을 해봤다
평범한 여학생이 지역 아이돌을 해봤다(일본어: 普通の女子校生が【ろこどる】やってみた。)는 코스기 카타로가 그린 4컷 만화 시리즈이다. 2011년부터 이치진샤의 "망가 4컷 팔레트"에서 연재중이다. 2014년 1월 기준으로 단행본은 2권 발매되었다. Feel 사가 제작한 텔레비전 애니메이션은 2014년 7월 4일부터 9월 18일까지 TBS 계열 방송국에서 방영했다.

## 줄거리
지방의 소도시 나가레가와 시에 사는 여고생 우사미 나나코는 시청에 근무하는 삼촌이 마을 부흥을 위해 수영장에서 무대 공연을 해 달라고 부탁을 받는다. 우연찮게도 공연을 고등학교 선배인 코이나타 유카리와 함께 하게 되었고, 이를 계기로 로컬 아이돌 "나가레가와 걸즈"를 결성하여 지역 홍보에 힘을 쏟게 된다.

## 등장인물
우사미 나나코(宇佐美 奈々子)
성우 - 이토 미쿠
고히나타 유카리(日向 縁)
성우 - 사오리 하야미
미코제 유이(三ヶ月 ゆい)
성우 - 요시오카 마야
니시후카이 사오리(西深井 沙織)
성우 - 시모다 아사미
나즈카리 미라이(名都借 みらい)
성우 - 미나세 이노리